# 로스앤젤레스 메트로 레일
로스앤젤레스 메트로 레일(Los Angeles County Metro Rail), 또는 간단히 메트로 레일(Metro Rail)은 미국 캘리포니아의 로스앤젤레스군의 도시철도다. 운영하는 철도노선 6개 중에서 4개는 경전철이다.

## 역사

### 퍼시픽 전기철도 시대 (1902년-1955년)
1902년, 헨리 E. 허닝턴 (Henry E. Huntington)이 로스앤젤레스부터 롱비치까지 가는 노면전차 서비스를 세웠다. 허닝턴은 나중에 이 철도를 서던퍼시픽한테 팔았지만, 1911년 8월 24일에 그 회사랑 다른 철도회사 7개가 다같이 합병하여 퍼시픽 전기철도 회사 (Pacific Electric Railway)가 만들어졌으며, 허닝턴이 그의 회장으로 올랐다.

## 노선
| 이름                           | 개통날짜                                                 | 길이              | 역 수 | 기점/종착점                                                                      | 설명 |
| ------------------------------ | -------------------------------------------------------- | ----------------- | ----- | -------------------------------------------------------------------------------- | --- |
| 파란선 Blue Line               | 1990년 7월 14일                                          | 22 mi (35 km)     | 22    | 7가/메트로센터 역 7th Street/Metro Center 다운타운 롱비치 역 Downtown Long Beach | 로스앤젤레스 도시철도의 최초의 노선으며 첫번째 경전철 노선이다. 현재로서 제일 긴 노선이지만 2015 상반기에 금선이 자기 노선의 연장을 완공하면 밀리게 될것이다. 또한, 강도사건이나 치임사고같은 안전사건들이 제일 많이 터지므로 이들 중에서 제일 위험한 노선으로도 알려져 있다. |
| 빨간선 Red Line                | 1993년 1월 30일                                          | 16.4 mi (26.4 km) | 14    | 노스할리우드 역 North Hollywood 유니언 역 Union Station                          | 로스앤젤레스 도시철도의 두번째로 개통된 노선이며 최초의 경전철이 아닌 지하철 노선이다. 원래 빨간선은 현재의 보라선이랑 같이 한 노선으로 운영했으며 서울지하철 5호선이랑 비슷한 형태였지만, 나중에 헷갈림을 방지하기 위해 보라선은 분단되었고 일반 줄식 노선으로 줄어들었다. 빨간선은 서북 로스앤젤레스에 운영한다. 노선의 북쪽 구간은 할리우드, 유니버설시티와 산퍼난도 밸리를 주로 대접하며, 남쪽 구간에서는 보라선과 같이 다운타운 로스앤젤레스를 대접한다. |
| 보라선 Purple Line             | 1993년 1월 30일 (운영) 2006년 8월 12일 (빨간선에서 분단) | 6.4 mi (10.3 km)  | 8     | 윌셔/웨스턴 역 Wilshire/Western 유니언 역 Union Station                          | 빨간선과 같이 로스앤젤레스의 유일한 두 지하철 노선이다. 1993년에 최초로 개통되었을 때 빨간선의 한부분으로 운영했지만 나중에 헷갈림을 방지하기 위해 분단시켜 버렸다. 보라선은 로스앤젤레스에 위치되어 있는 코리아타운 (한인타운)에도 접속한다. 이 노선은 두 정거장 (윌셔/놀만디역이랑 윌셔/웨스턴역)만 빼고 빨간선과 같은 구간에 운영한다. 원래 보라선은 센츄리시티, 웨스트우드에 이어 산타모니카까지 갔어야 했지만 정치적인 논란과 1985년 지하 메탄가스 폭발사건으로 인하여 로스앤젤레스 메트로의 제일 짧은 노선으로 돼버렸다. 그러나 최근에 이 노선을 원래 계획대로 다시 연장하자는 추구 덕분에 공사가 시작되었으며, 2023년부터 2035년까지 보라선은 새로운 정거장 7개가 생기게 될것이다. |
| 초록선 Green Line              | 1995년 8월 12일                                          | 20 mi (32 km)     | 14    | 레돈도비치역 Redondo Beach 노워크역 Norwalk                                      | 경전철 |
| 금선 Gold Line                 | 2003년 7월 26일                                          | 19.7 mi (31.7 km) | 21    | 시에라 마드레 빌라 역 Sierra Madre Villa 애틀랜틱 역 Atlantic                    | 경전철 |
| 엑스포선 Expo Line             | 2012년 4월 28일                                          | 8.5 mi (13.7 km)  | 12    | 7가/메트로센터 역 7th Street/Metro Center 컬버시티 역 Culver City                | 경전철 |
| 크랜쇼/LAX선 Crenshaw/LAX Line | 2019년 개통 예정                                         | 8.6 mi (13.8 km)  | 8     | 크렌쇼/엑스포지션 역 Crenshaw/Exposition 에이비에이션/센츄리 역 Aviation/Century | 경전철 |

## 차량
|  | 니혼사료 P865 전동차 (경전철) 제작: 1989년 - 1990년 차량수: 54대 (100호 - 153호) 접속노선: 파란선, 엑스포선 로스앤젤레스 군 광역철도의 최초의 열차이며, 25년의 운행으로 제일 오래된 전차이다. 현재로서 파란선이랑 엑스포선에 운영되고 있지만, 나중에 킨키사료 전차들이 들어올때 이 모델들은 서서히 운영을 중단할 것이다. 원래 기차의 외면 디자인은 현재의 주황색 줄무늬가 아닌 파란색, 보라색과 빨간색 줄무늬를 갖고 있었지만 1995년에 현재 디자인으로 변경해 버렸다. |
|  | 니혼사료 P2020 전동차 (경전철) 제작: 1994년 - 1995년 차량수: 15대 (154호 - 168호) 운행 노선: 파란선, 엑스포선 P865 모델과 똑같은 차량 디자인을 갖고 있지만 재작년도가 다른 이유로서 모델 이름도 다르게 됐다. |
|  | 브레다 A560 전동차 (일반 전철) 제작: 1차: 1991년 - 1992년, 2차: 1996년 - 2000년 차량수: 1차: 30대 (501호 - 530호), 2차: 74대 (531호 - 604호) 운행 노선: 빨간선, 보라선 |
|  | 지멘스 P2000 전동차 (경전철) 제작: 1996년 - 1999년 차량수: 53대 (200호 - 250호, 301호 - 302호) 운행 노선: 초록선, 파란선, 엑스포선 |
|  | 안살도브레다 P2550 전동차 (경전철) 제작: 2006년 - 2011년 차량수: 50대 (701호 - 750호) 운행 노선: 금선 |
|  | 킨키사료 P3010 전동차 (경전철) 제작: 2016년 - 2020년 차량수:175대 운행 노선: 파란선, 엑스포선, 크렌쇼/LAX선, 금선, 초록선 |

## 특징 (한국의 지하철과 비교)

### 역/정거장
- 한국의 지하철역에 비해 출입구 개수가 훨씬 적다. 많으면 4개 (예: 차이나타운역), 적으면 1개 (예: 윌셔/놀만디역)밖에 없다.
- 전 역에는 스크린도어가 설치되어 있지 않으며, 아직 할 계획도 없는 상태다.
- 역의 크기도 한국과 비해 훨씬 작은 편이다. 특히 지상역들은 역사가 없어, 그냥 승강장에다 출입구가 붙여져 있는 경우가 대부분이다. 또한, 지상역들은 모두 야외에 있어서 비올 경우, 철도와 승강장이 젖게 된다.
- 모든 역들에는 화장실이 없으며, 유니언역만 제외하고는 편의점이 없다. 그러나 모든 계단이 있는 역들은 엘리베이터가 설치되어 있다.

## 안내방송
| 빨간선, 보라선 승강장 열차 도착 | "The train bound for --- is now arriving. Please stand back from the edge of the platform. El tren a --- está porto gal. A -- de la plataforma." 한국어 번역: ---행 열차가 들어오고 있습니다. 승강장 모서리 뒤에 서십시오." |
| 금선, 엑스포선 승강장 열차 도착 | "The train to --- is arriving. Please stand clear of the track." 한국어 번역: ---행 열차가 도착합니다. 철도에 비켜 서십시오."                                                                                               |

## 같이 보기
- 로스앤젤레스군 교통국
- 지하철 목록